# Övre Vannala
Övre Vannala är en tidigare småort i Västra Vingåkers socken i Vingåkers kommun, Södermanlands län. Området ligger direkt sydväst om Vingåker. Från 2015 ingår området i Vingåkers tätort.